# Paradoja de los números interesantes
La paradoja de los números interesantes, que se sirve de algunas propiedades matemáticas pero que puede catalogarse más adecuadamente como humorística, busca demostrar que todos los números naturales (1,2,3......etc) son "interesantes".

## Anécdota de Hardy y Ramanujan
Es conocida la anécdota de la charla entre los matemáticos G.H. Hardy y Srinivasa Ramanujan, en la que el primero le manifestara que el número 1729, que identificaba al taxi que había tomado para ir a visitar a Ramanujan, era muy aburrido, lo que dio lugar a la inmediata reacción de Ramanujan, quien afirmó que dicho número es muy interesante puesto que se trata del número más pequeño que puede expresarse como la suma de dos cubos (positivos) de dos maneras diferentes. La "demostración" que sigue encubre en realidad una paradoja.

## Demostración
Para la demostración se debe suponer que existen números que no son interesantes. Entonces, se puede efectuar una partición de los números naturales en dos subconjuntos, por una parte los números interesantes y por otra parte los números aburridos. Ahora bien, como en todo subconjunto de números naturales existe siempre uno que es más pequeño que todos los otros, el subconjunto de los aburridos tiene un número que es el más pequeño de este grupo. Pero en razón de tal propiedad, ese número se transforma en un número interesante: se trata en efecto del más pequeño de los números aburridos. Este pone la obligación de sacarlo de este grupo y ponerlo en el de los interesantes. Pero ahora un nuevo número dentro de los aburridos será el más pequeño y por la misma razón se deberá trasladar al subconjunto de los interesantes y así sucesivamente, hasta que quede un solo número no interesante. Pero este último número tiene la interesantísima propiedad de ser el único número no interesante, y habrá también que trasladarlo al grupo de los interesantes y con esto, el grupo de los números no interesantes se transforma en un conjunto vacío. La suposición inicial hace desembocar en una contradicción o aporía, lo que demuestra que tal suposición era falsa. Entonces se debe concluir que no existen números que no son interesantes.

## Carácter paradójico
La "demostración" precedente, que tiene la apariencia formal de una reductio ad absurdum (reducción al absurdo), no puede en realidad calificarse de tal por cuanto utiliza a tal fin la ambigua propiedad "ser interesante". En efecto, tal calificativo no tiene una entidad matemática suficientemente precisa y objetiva para poder ser utilizada como un criterio para "particionar" un conjunto, contrariamente a lo que podría hacerse utilizando, por ejemplo, la propiedad "ser un número par", con la cual se pueden establecer clara e indistintamente una partición en pares y no pares (impares), o como con la propiedad "ser un número primo". En efecto, esto también puede expresarse diciendo que la relación de pertenencia de un elemento a un conjunto debe ser siempre perfectamente discernible, es decir, que la afirmación "x pertenece al conjunto M" debe poder calificarse sea como verdadera sea como falsa sin ambigüedad alguna.